# Agregace internetu
Agregace je technický parametr internetového připojení, který říká, kolik uživatelů bude v jednom okamžiku sdílet maximální vyhrazenou rychlost. Agregace umožňuje sdílet kapacitu internetových linek mezi více uživatelů, poskytovatelé díky tomu mohou nabídnout levnější služby. 
Agregace se nejčastěji udává jako poměr minimálního a maximálního podílu z rychlosti, X:Y. Čím vyšší je podíl maximální rychlosti, tím hůře pro koncového uživatele. Pokud tedy poskytovatel říká, že nabízí rychlost až 100 Mb/s a agregace je 1:10, znamená to, že dynamická rychlost připojení se bude pohybovat v rozmezí 10 až 100 Mb. Klesat pak bude v denních špičkách, kdy se připojuje nejvíce lidí.
Informace o agregaci poskytovatelé internetového připojení velmi často komunikují nedostatečně.[zdroj⁠?!]